# Аллеф
Аллеф де Андраде Родригес (порт.-браз. Allef de Andrade Rodrigues; род. 4 ноября 1994 года), более известный как Аллеф — бразильский футболист, нападающий.

## Биография
Начинал свою карьеру в клубах Бразилии, среди которых был «Санта-Круз» (Ресифи).
С 2016 года выступал в низших дивизионах Португалии за клубы «1 декабря», «Мафра», «Реал» (Келуш). В составе «Реала» — победитель зонального турнира третьего дивизиона Португалии 2016/17.
В 2017 году перешёл в клуб высшей лиги Португалии «Витория Сетубал». Дебют состоялся в сезоне 2017/18 в матче 3 тура против «Шавеша» (1:1), Аллеф вышел на замену на 85-й минуте вместо Гонсалу Пасиенсия. В первом сезоне Аллеф провёл лишь 7 матчей (5 в чемпионате и 2 в кубке) проведя на поле лишь 82 минуты, но забил 1 гол (в кубке против «Оливейренсе»). В следующем сезоне Аллеф уже чаще появлялся на поле, но впервые вышел в стартовом составе в чемпионате лишь в 33-м туре, тогда и случился дебютный гол в Примейре: в игре против «Шавеша» Аллеф забил уже на 6-й минуте и был заменён на 68-й минуте. В сезоне 2018/19 Аллеф провёл 12 матчей (9 в чемпионате и 3 в кубке), забил 2 мяча и сделал 2 голевые передачи.
29 июля 2019 года перешёл в «Балтику» из ФНЛ. До паузы в чемпионате команда смогла выдать 16-матчевую беспроигрышную серию, в которой важную роль сыграл Аллеф, забив 8 голов. Аллеф записал на свой счёт хет-трик уже в 3-м матче за калининградцев в поединке против ивановского «Текстильщика», эти голы стали первыми результативными действиями бразильца в ФНЛ. 5 июня 2021 года покинул команду в связи с истечением срока контракта.
24 июля 2021 года подписал контракт с казахстанским клубом «Атырау».